# Provinz Moxico Leste
Moxico Leste (deutsch: Ost-Moxico) ist eine Provinz des afrikanischen Staates Angola. Die Hauptstadt der Provinz ist die Kleinstadt Cazombo.

## Geografie

### Lage und Natur
Die Provinz Moxico Leste liegt im äußersten Osten des Landes auf einer Höhe zwischen etwa 1000 und 1500 m. Im Nordwesten grenzt sie an die Provinz Lunda Sul, im Südwesten an die Provinz Moxico, im Nordosten an die Provinz Lualaba in der Demokratischen Republik Kongo und im Südosten an die Nordwestprovinz in Sambia. Die Entfernung von der Provinzhauptstadt nach Luanda berägt 1100 Kilometer.
In Moxico Leste liegt der Cameia-Nationalpark und der Dilolo-See. Der Großteil der Provinz gehört zum Einzugsgebiet des Sambesi, der den östlichen Teil der Provinz von Nordost nach Südwest durchfließt. Weitere wichtige Flüsse sind der Lungwebungu, der die Grenze zur Provinz Moxico darstellt und in Sambia in den Sambesi mündet, sowie der Cassai, der im Norden die Grenze zur Provinz Lunda Sul markiert und zum Einzugsgebiet des Kongo gehört.

### Klima
In der Provinz herrscht subtropisches Gebirgsklima vor. Die Jahresdurchschnittstemperatur liegt bei etwa 22 bis 24 °C. Es gibt eine Regenzeit im Südsommer und eine Trockenzeit im Südwinter.
Nach der Effektiven Klimaklassifikation herrschen in der Provinz Savannenklima und subtropisches Gebirgsklima vor.

### Rohstoffe
Der Osten der Provinz ist reich an mineralischen Rohstoffen, wie etwa Kupfer-, Eisen-, Zinn- und Manganerzen.

## Verkehr
Weite Teile der Provinz sind sehr schlecht angebunden. Im äußersten Norden verläuft die asphaltierte Straße von Dilolo in der Demokratischen Republik Kongo in Richtung Zentral-Angola einige Kilometer durch die Provinz Moxico Leste. Der Rest der Provinz ist nur über nicht befestigte Straßen verbunden. Der Nordwesten der Provinz ist durch die Benguelabahn angebunden, die von Lobito an der Atlantik-Küste bis in den Süden der Demokratischen Republik Kongo führt.

## Bevölkerung und Wirtschaft
Die Provinz ist nur sehr dünn besiedelt. Vorherrschende Völker sind die Chokwe und die mit dem Begriff Ganguela zusammengefassten Völker.
In der Gegend werden Reis, Maniok, Süßkartoffeln, Gemüse, Mais, Sorghum, Perlhirse, Zitruspflanzen und Sonnenblumen angebaut. Außerdem gibt es Fischfang.

## Geschichte
Im Jahr 2024 wurde die Provinz Moxico Leste von der Provinz Moxico abgetrennt. Der Grund war, dass die ehemalige Provinz enorme Ausmaße und eine nur geringe Bevölkerung hatte, was es dem Staat erschwerte, die Gebiete effektiv zu kontrollieren. Es wurde eine „stille Inbesitznahme“ bzw. Infiltration aus den Nachbarländern befürchtet. Eine Aufteilung sollte die bessere Präsenz des Staates vor Ort ermöglichen. Pläne dazu bestanden mindestens seit dem Jahr 2016.

## Verwaltung
Die Provinz Cuando teilt sich in 9 Kreise (Municípios) auf, mit jeweils dem Hauptort in Klammern:
- Cazombo (Cazombo)
- Luacano (Luacano)
- Cameia (Lumeje)
- Luau (Luau)
- Nana Candundo (Nana Candundo)
- Macondo (Macondo)
- Caianda (Caianda)
- Lóvua do Zambeze (Lóvua do Zambeze)
- Lago Dilolo (Lago Dilolo)